# Carl Borgenstierna
Carl Borgenstierna, född 26 april 1755, död 27 december 1816 i Stockholm, var en svensk militär.

## Biografi
Borgenstierna var son till militären Carl Christer Borgenstierna. Han blev 1770 page hos Karl XIII, som då var hertig av Södermanland, och antogs samma år i krigstjänst. År 1772 blev Borgenstierna kvartermästare vid Södra skånska kavalleriregementet och året därpå stabskornett vid densamma. År 1775 blev han regementsadjutant samt löjtnant i armén och hovjunkare 1777. År 1779 blev Borgenstierna ryttmästare i armén och tjänstgjorde samma år som stabsadjutant hos Gustav III. Han blev ryttmästare vid livregementet till häst 1781 och förste kammarjunkare samt kammarpage vid hovet 1784. Han avskedades från lön vid livregementet 1786 och blev major vid Karl XIII:s, då storamiral, regemente 1789.
Borgenstierna var en av de personer som ingick i Gustaf III:s svit då han skadesköts på operan den 16 mars 1792. Han blev överstelöjtnant och chef för livgrenadjärbrigadens rusthållsdivision 1792 och överste samt generaladjutant 1794. Vidare blev han överstelöjtnant och sekundchef för Göta gardesregemente 1796 och erhöll avsked som förste kammarpage samt förste kammarjunkare 1796. År 1800 blev han chef för Karelska dragonerna, Savolax fotjägarregemente och Karelska jägarna 1802. År 1805 erhöll han avsked från posten som generaladjutant och blev samma år överståthållare på Gripsholms slott samt brigadchef för Södermanlands och Västmanlands lantvärnsbrigad 1808. År 1810 erhöll han avsked från posten som generalmajor. Borgenstierna medföljde Gustav IV Adolf på dennes resor till Sankt Petersburg 1800 och Karlsruhe 1803. Borgenstierna avled ogift 1816.